# Phiala costipuncta
Phiala costipuncta is een vlinder uit de familie van de Eupterotidae. De wetenschappelijke naam van de soort is voor het eerst voorgesteld als Heteromorpha costipuncta door Herrich-Schäffer in een publicatie uit 1855.

## Verspreiding
De soort komt voor in een groot deel van tropisch Afrika waaronder Gambia, Sierra Leone, Congo-Kinshasa, Kenia, Tanzania, Angola, Zambia, Malawi, Namibië, Zimbabwe en Zuid-Afrika.

## Waardplanten
De rups leeft op Annona senegalensis (Annonaceae) en soorten van het geslacht Markhamia (Bignoniaceae).